# UCI Coupe des Nations Juniors 2010
L'UCI Coupe des Nations Juniors 2010 est la troisième édition de l'UCI Coupe des Nations Juniors. Elle est réservée aux cyclistes de sélections nationales de moins de 19 ans (U19). Elle est organisée par l'Union cycliste internationale. La Belgique est la double tenante du titre.

## Résultats

### Épreuves
| Date          | Épreuve                                           | Pays       | Vainqueur       | Vainqueur (nations) | Leader (nations) |
| ------------- | ------------------------------------------------- | ---------- | --------------- | ------------------- | ---------------- |
| 11 avril      | Paris-Roubaix juniors                             | France     | Jasper Stuyven  | Belgique            | Belgique         |
| 5-9 mai       | Course de la Paix juniors                         | Tchéquie   | Evgeny Shalunov | Russie              | Russie           |
| 3-6 juin      | Trofeo Karlsberg                                  | Allemagne  | Lawson Craddock | Allemagne           | Russie           |
| 10-11 juillet | GP Général Patton                                 | Luxembourg | Olivier Le Gac  | France              | Russie           |
| 20-25 juillet | Tour de l'Abitibi                                 | Canada     | Lachlan Morton  | États-Unis          | États-Unis       |
| 6 août        | Championnats du monde juniors du contre-la-montre | Italie     | Bob Jungels     | Australie           | États-Unis       |
| 8 août        | Championnats du monde juniors sur route           | Italie     | Olivier Le Gac  | France              | États-Unis       |

### Classement par nations
| #  | Pays       | Pts. |
| -- | ---------- | ---- |
| 1  | États-Unis | 207  |
| 2  | Russie     | 177  |
| 3  | Australie  | 147  |
| 4  | Danemark   | 108  |
| 5  | Belgique   | 106  |
| 6  | Allemagne  | 104  |
| 7  | France     | 92   |
| 8  | Pays-Bas   | 91   |
| 9  | Italie     | 77   |
| 10 | Portugal   | 74   |